# Нільс Шнайдер
Нільс Шна́йдер (фр. Niels Schneider; нар. 18 липня 1987, Париж, Франція) — франко-канадський актор кіно та телебачення. У 2011 році отримав премію «Trophée Chopard» 64-го Каннського кінофестивалю; номінувався на Премію «Люм'єр» у категорії «Найперспективніший актор» 2014 року за роль у фільмі «Хаос» .

## Біографія
Нільс Шнайдер народився 18 липня 1986 року в Парижі. Його батько, Жан-Поль Шнайдер, був актором. Окрім Нільса в сім'ї було ще четверо дітей: Василь, Володя, Альоша і Вадим, який загинув в автокатастрофі у 2003 році.
У 1996 році Нільс переїхав до Квебеку, де працював актором дубляжу і навчався на театральних курсах акторської майстерності аж до 2009 року.
У 2003 році життя Нільса Шнайдера змінила смерть його брата Вадима, зірки серіалу «15/А», який був старшим на 16 місяців. Незважаючи на цю втрату, Нільс не припиняв грати в комедіях і трьома місяцями пізніше отримав роль Гарольда в серіалі «Гарольд і Мод». Наступного року він знімався в серіалі «15/А», потім зіграв кілька ролей в театрі.
Першою великою кінороллю Шнайдера стала роль Саші у фільмі Іва-Крістіана Фурньє «Все прекрасно» (2008). Пізніше він зіграв у двох фільмах Ксав'є Долана: «Я вбив свою маму» і «Уявне кохання»; у другій стрічці він зіграв одну з головних ролей разом з Моньєю Шокрі і Ксав'є Доланом. Ця роль дозволила йому отримати премію «Trophée Chopard» на Каннському кінофестивалі 2011 року.
Наступного року Нільс Шнайдер повернувся у Париж щоб знятися в першому повнометражному фільмі Елени Клотц «Атомний вік», а потім у трилері Етьєна Фора «Хаос», за роль у якому в 2014 році номінувався на Премію «Люм'єр» у категорії «Найперспективніший актор».
У вересні 2011 року Нільс взяв участь в зйомках кліпу на пісню «Adieu» («Прощавай») групи «Cœur de pirate» («Серце пірата»).
У 2014 році Шнайдер грав роль Ромео у партнерстві з Аною Жирардо в ролі Джульєтти в постановці «Ромео і Джульєтти» В. Шекспіра, здійсненій режисером Ніколя Бріансоном у паризькому Théâtre de la Porte-Saint-Martin.
У грудні 2015 року Нільс Шнайдер входив до складу журі конкурсу короткометражних фільмі 15-го Міжнародного кінофестивалю в Маракеші, очолюваного Жоакімом Лафоссом.

## Фільмографія (вибіркова)

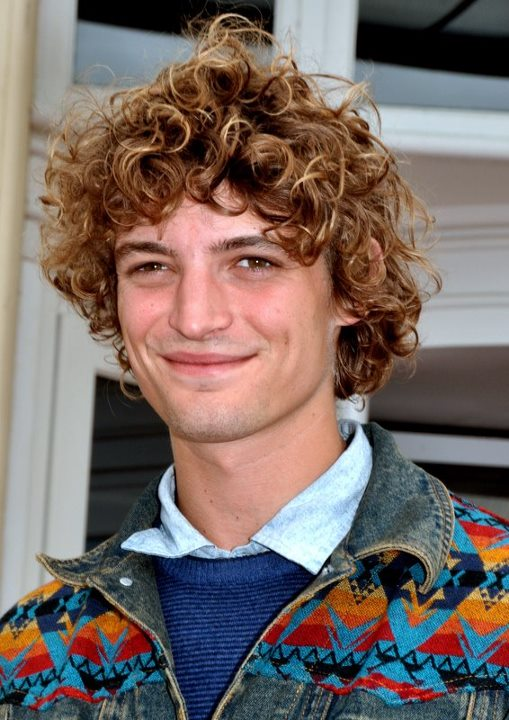
На Кабурському кінофестивалі, 2012

| Рік  |    | Українська назва           | Оригінальна назва             | Роль                  |
| ---- | -- | -------------------------- | ----------------------------- | --------------------- |
| 2007 | ф  | Смак небуття               | Le goût du néant              | друг Жульєна          |
| 2008 | ф  | Усе прекрасно              | Tout est parfait              | Саша                  |
| 2009 | ф  | Я вбив свою маму           | J'ai tué ma mère              | Ерік                  |
| 2009 | ф  | На старт... Тусовка! 2     | À vos marques... Party! 2     | брат Анни             |
| 2010 | ф  | Уявне кохання              | Les amours imaginaires        | Ніколя                |
| 2010 | ф  | Фаталь                     | Fatal                         | Le baveux en voiture  |
| 2010 | ф  | 2 жаби на Заході           | 2 Frogs dans l'Ouest          | Макс                  |
| 2011 | ф  | Вой: Переродження          | The Howling: Reborn           | Роланд                |
| 2011 | тф | Інший світ                 | Un autre monde                | Луї                   |
| 2012 | ф  | Атомний вік                | L'âge atomique                | Тео                   |
| 2012 | ф  | Захвати                    | Les ravissements              | Етьєн                 |
| 2012 | кф | Мяо Шан і Мінотавр         | Miao Shan and the Minotaur    | фокусник              |
| 2012 | ф  | Хаос                       | Désordres                     | Тібо                  |
| 2013 | ф  | Зустрічі після опівночі    | Les rencontres d'après minuit | Матіас                |
| 2013 | ф  | Опіум                      | Opium                         | Maurice Sachs         |
| 2013 | с  | Одіссей                    | Odysseus                      | Телемах               |
| 2014 | ф  | Одна зустріч               | Une rencontre                 | Г'юго                 |
| 2014 | кф | Метаморфози                | Métamorphoses                 | розчарований / Монстр |
| 2014 | кф | Зіткнення                  | Collisions                    | Анрі                  |
| 2014 | ф  | Інша Боварі                | Gemma Bovery                  | Ерве де Брессіньї     |
| 2014 | ф  | Голос за кадром            | La voz en off                 | Антуан                |
| 2015 | ф  | Антиквар                   | L'antiquaire                  | Клаус                 |
| 2016 | ф  | Чорний алмаз               | Diamant noir                  | П'єр Ульманн          |
| 2016 | ф  | Поліна                     | Polina                        | Адрієн                |
| 2018 | ф  | Один король — одна Франція | Un peuple et son roi          | Сен-Жуст              |
| 2018 | ф  | Неможливе кохання          | Un amour impossible           | Філіпп                |
| 2019 | ф  | Сібіл                      | Sibyl                         | Габріель              |
| 2023 | ф  | Щасливий випадок           | Coup de Chance                | Ален Обер             |
| 2023 | с  | З грошей і крові           | D'argent et de sang           | Жером Аттіас          |

## Визнання
| Рік                          | Категорія/Нагорода                        | Фільм                                     | Результат | Результат |
| ---------------------------- | ----------------------------------------- | ----------------------------------------- | --------- | --------- |
| 64-й Каннський кінофестиваль |                                           |                                           |           |           |
| 2011                         | Приз «Трофей Шопар» актору-відкриттю року | Приз «Трофей Шопар» актору-відкриттю року | Перемога  | [ 1 ]     |
| Премія «Люм'єр»              |                                           |                                           |           |           |
| 2014                         | Найкращий молодий актор                   | Хаос                                      | Номінація |           |
| 2017                         | Найкращий молодий актор                   | Чорний діамант                            | Номінація | [ 4 ]     |
| Премія «Сезар»               |                                           |                                           |           |           |
| 2017                         | Найперспективніший актор                  | Чорний алмаз                              | Перемога  | [ 5 ]     |